# 大橋掃部
大橋 掃部（おおはし かもん、? - 慶長5年9月15日（1600年10月21日））は、石田三成の家臣。
槍の名手であったとされる。関ヶ原の戦いでは主君の三成に従い出陣した。小早川秀秋の裏切りにより西軍が混乱している中で黒田長政の家臣・後藤基次と一騎討ちとなったが、最後は討ち取られ戦死した。